# 唐邯郸故城
唐邯郸故城，是指河北省邯郸市在唐朝和五代时期的老城城貌，唐至五代时期的邯郸城，较隋代以前又有所缩小，这是因为隋末至唐初包括邯郸在内的洺州曾是农民起义军窦建德的领地，并建有大夏政权，曾与唐王朝有过较长时间的战争冲突，邯郸城遭到严重破坏并适时予以重建或改造维修，也是势所必然。至于五代时期的邯郸城，目前尚无直接证据和考古发现，不过五代时间比较短暂，且战火连绵，兵祸不断，主要是造成城池的破坏，而重新筑城的可能性不大，当时的邯郸城可能仍然延用了唐代的旧城。

## 文学记载
关于唐代邯郸城的情况，虽无专门的文献记载，但在部分文学作品中却时有提及，通过遗留下来的那些诗词歌赋可以看到当时邯郸不仅有城，而且有城楼。此外，“丛台”作为邯郸的标志性建筑，诗文中也多有涉及，这不仅说明过去曾盛极一时的“丛台”，在唐代时期已是杂草丛生、一片荒芜，而且，还可以看出当时的城区范围较小，“丛台”周围很可能已成荒郊，未在城中繁华闹市区内。

## 考古发现
考古资料显示，由于受发掘区域或面积的限制，当时的生活遗迹发现较少，而墓葬遗迹却有较多发现，有的并有墓志铭等文字资料，为判断城区的位置及范围提供了可靠的依据。如生活遗迹方面，仅在今日月城商场、东门里、新世纪商场、招贤大夏及邯郸大剧院南侧有零星发现。其中，1991年于陵西大街西侧日月城商场基建工地发掘50平方米，在现地表6米下发现有隋唐时期的堆积层，文化遗存贫乏，仅见部分瓦件和少量陶瓷片，陶片较碎，器形难辨；而在其南约50米处即发现唐代墓葬数座，说明该地已处于当时生活区的边缘。1992年发掘的东门里遗址遗存较丰富，在36平方米范围内发现唐代灰坑6座、水井1眼，其上并有最厚约0.8米的文化层堆积，有的地方还发现有路土，出土遗物有青瓷碗、白瓷碗、青瓷盂、三彩盘、三彩炉及双耳罐、盆、瓮等陶器。
1997年于中华大街与人民路交叉口东北角新世纪商场地表6.3米之下，发现一条宽5米、厚0.3米左右的路面，内含大量战汉时期陶片及少量青瓷碎片，推测为唐代道路。2004年于邯郸大剧院文化广场南侧商务中心工地清理发现隋唐时期灰坑6座，出土部分莲花纹瓦当、红陶双耳罐、小口瓮、敞口盆及青瓷碗、大平底盘、敛口盂等器物。2006年于人民路与城内中街交叉口西南侧的招贤大夏工地，也发现少量唐代遗物。而墓葬遗迹方面，除前述赵苑梳妆楼南侧、赵苑官邸及日月城商场有所发现外，在丛台路铁路立交桥西侧、中华大街东侧的市电业局北院和南院、中心医院及日月城商场南侧的康德超市等地也均有较多发现。尤其1999年于中华大街以东、朝阳路以南市电业局南院综合办公楼基槽内发现的8座唐墓内，其中一座出有石刻墓志和墨书砖墓志各1盒，石志置于墓室内，砖志置于墓门外封门砖上，均载明墓主焦阿毛，字客朗，石志称以开元廿六年二月廿□日与妻合“葬在邯郸县城东南三里平原之野”，“廿日”两字之间空一字，砖志题称以开元廿六年二月廿二日并妻“葬在邯郸县东南二里半平原之野”，显然刻石志时准确下葬时间尚未确定而漏刻，砖志所题为准确时间并置于下葬封门后，两志均称其墓位于县城东南，一说“三里”，一说“二里半”，看来均为约数。此外，2006年于赵苑梳妆楼南侧发现的5座隋唐墓中，两座出有墓志，一座唐代墓志称，墓主焦锷，夫人清河张氏，于长庆三年（823年）三月，合葬于县城西北二里葛据山阳之原，估计所谓“二里”也非确数。不过，毕竟指明了城址的相对位置及大概距离。

## 范围
根据考古发现和地下文物遗存的分布状况，可以初步判定，唐代邯郸城应位于“小汉城”西北部，且很可能依“小汉城”西北角而建，西垣仍延用了浴新大街东侧“小汉城”旧垣，北垣可能在今丛台路东西一线，或仍延用望岭路“小汉城”北垣，东垣应在今陵西大街东侧，明清邯郸城西城墙很可能与之相重合，南垣约在今日月城商场北侧明清城南城墙（即城南街）以西一线，城区南北长约1500—2000米，东西宽约600多米，总面积仅1平方公里左右。当然，城区外围也应散布有众多大小不一的村落和密集的交通网络，今东门里、新世纪商场、邯郸大剧院广场南侧商务中心地下遗存的发现就是最好的说明。